# The Gay Deception
The Gay Deception (Brasil: Sua Alteza o Garçom / Portugal: O Príncipe Incógnito) é um filme norte-americano de comédia e romance de 1935 dirigido por William Wyler, estrelado por Francis Lederer e Frances Dee. Os roteiristas Stephen Morehouse Avery e Don Hartman foram indicados ao prêmio da Acadêmia de Oscar de Melhor História Original.

## Roteiro
A secretária Mirabel Miller (Frances Dee) ganha $5000 em um prêmio de loteria e decide viver como rainha em um suntuoso hotel de Nova Iorque (The Walsdorf-Plaza), onde entra em choque com um mensageiro de hotel (Francis Lederer) que é mais do que aparenta ser.

## Elenco
- Francis Lederer como Sandro (Prince Alessandro)
- Frances Dee como Mirabel Miller
- Benita Hume como Miss Cordelia Channing
- Alan Mowbray como Lord Clewe
- Lennox Pawle como Consul-General Semanek
- Adele St. Mauer como Lucille (como Adele St. Maur)
- Akim Tamiroff como Spellek
- Luis Alberni como Ernest
- Lionel Stander como Gettel
- Ferdinand Gottschalk como Mr. Squires
- Richard Carle como Mr. Spitzer
- Lenita Lane como Peg DeForrest
- Barbara Fritchie como Joan Dennison
- Paul Hurst como Bell Captain
- Robert Greig como Adolph